# Coris
Coris (Synonym: Julis) ist eine heterogene Gattung der Junkerlippfische (Julidinae). Im Deutschen werden die Fische meist Junker genannt. Zwei der 25 Arten leben im Atlantik und im Mittelmeer, der Rest in tropischen Bereichen des Indopazifik und im Roten Meer. Einige Arten haben ein recht eingeschränktes Verbreitungsgebiet, andere sind sehr weit verbreitet.

## Merkmale

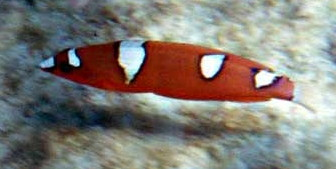
Jungfisch des Clown-Junkers (Coris gaimard)

Coris-Arten werden zehn Zentimeter bis einen Meter lang. Ihre Schuppen sind klein und zahlreich. Sie haben einen langgestreckten, die größeren Arten auch einen hochrückigen Körper. Es besteht ein großer Unterschied in der Färbung der Jungfische und der von ausgewachsenen Tieren. Die Jungfische sind oft sehr kräftig gefärbt. 

## Lebensweise
Coris-Arten halten sich meist in der Nähe von Riffen über Sand- und Geröllböden auf, die Weibchen oft in kleinen Gruppen, während die Männchen territorial sind und ein Revier verteidigen. Zum Schlafen oder um einer Bedrohung zu entkommen, vergraben sie sich im Sandboden. Teilweise bereiten sie auch Stellen in ihren Revieren vor, indem sie die Steinchen aus dem Bodengrund entfernen. Die Fische fressen eine Vielzahl verschiedener Wirbelloser, unter anderem auch hartschalige Weichtiere und Seeigel. Ihre vorstehenden Fangzähne benutzen sie, um Steine umzudrehen oder um Einsiedlerkrebse aus ihren Gehäusen zu ziehen. Jungfische und teilweise auch die Erwachsenen kleinerer Arten betätigen sich als Putzerfische und säubern größere Fische von Parasiten und abgestorbenen Hautresten.

## Arten

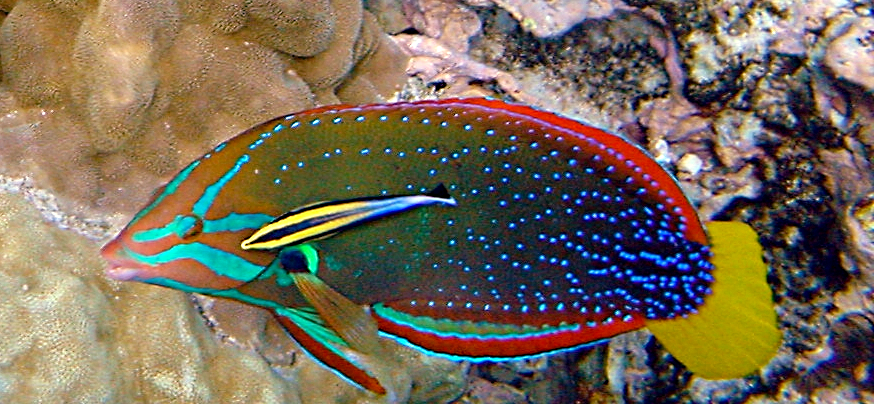
Adulter Clown-Junker

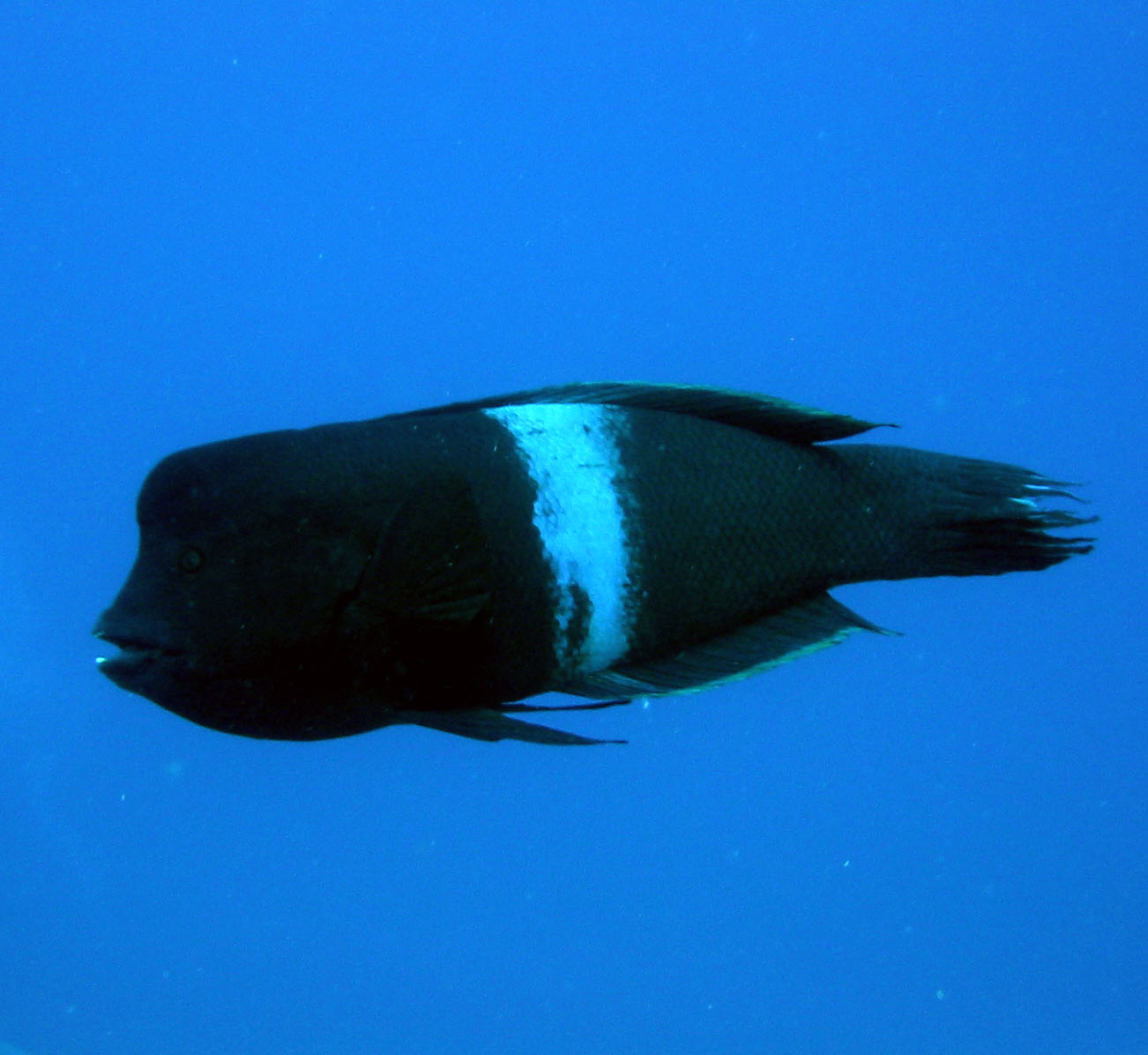
Spiegelfleck-Lippfisch (Coris aygula)

- Atlantik-Junker (Coris atlantica)  Günther, 1862
- Westlicher Königslippfisch (Coris auricularis)  (Valenciennes, 1839)
- Goldlinien-Junker (Coris aurilineata)  Randall & Kuiter, 1982
- Spiegelfleck-Lippfisch (Coris aygula)  Lacépède, 1801
- Streifen-Junker (Coris ballieui)  Vaillant & Sauvage, 1875
- Batu-Junker (Coris batuensis)  (Bleeker, 1856)
- Stirnbuckel-Lippfisch (Coris bulbifrons)  Randall & Kuiter, 1982
- Schwanzfleck-Junker (Coris caudimacula)  (Quoy & Gaimard, 1834)
- Zentralpazifischer Junker (Coris centralis)  Randall, 1999
- Afrika-Junker (Coris cuvieri)  (Bennett, 1831)
- Osterinsel-Junker (Coris debueni)  Randall, 1999
- Flossenfleck-Junker (Coris dorsomacula)  Fowler, 1908
- Hawaii-Lippfisch (Coris flavovittata)  (Bennett, 1828)
- Bijouteriefisch (Coris formosa)  (Bennett, 1830)
- Clown-Junker (Coris gaimard)  (Quoy & Gaimard, 1824)
- Hewetts Junker (Coris hewetti)  Randall, 1999
- Meerjunker (Coris julis)  (Linnaeus, 1758)
- Coris latifasciata Randall, 2013
- Marquesa-Junker (Coris marquesensis)  Randall, 1999
- Japanischer Kammjunker (Coris musume)  (Jordan & Snyder, 1904)
- Oman-Lippfisch (Coris nigrotaenia)  Mee & Hare, 1995
- Australischer Kammjunker (Coris picta)  (Bloch & Schneider, 1801)
- Zwerg-Junker (Coris pictoides)  Randall & Kuiter, 1982
- Coris sandeyeri (Hector, 1884)
- Flecken-Junker (Coris variegata)  (Rüppell, 1835)
- Eleganter Lippfisch (Coris venusta)  Vaillant & Sauvage, 1875

Die Gattung ist mit hoher Wahrscheinlichkeit kein Monophylum. In einer phylogenetischen Untersuchung, bei der drei Coris-Arten miteinbezogen wurden, bildeten diese keine Klade. C. batuensis steht in einer Klade aus Halichoeres-Arten,  C. gaimard ist die Schwesterart von Pseudochoris yamashiroi, C. agyula die der von beiden gebildeten Klade.

## Aquaristik
Jungfische einiger Arten, besonders häufig die des Clown-Junkers (Coris gaimard), werden als Aquarienfische gefangen und verkauft. Da die Tiere noch erheblich wachsen, sind die meisten Heimaquarien für sie nicht geeignet.